# Квіти краще, ніж кулі
«Квіти краще, ніж кулі» (англ. Flowers are better than bullets) — гасло, виголошене американською студенткою Еллісон Краузе в 1970 році, що стало антивоєнним гаслом у всьому світі.

## Історія
3 травня 1970 року територія кампусу Кентського університету була оточена за наказом Джеймса Аллена Роудса, губернатора Огайо, для стримування студентських антивоєнних рухів проти введення американських військ у Камбоджу. Солдатам була дана команда дотримуватися політики мовчазного залякування студентів. Однак того дня першокурсниця Еллісон Краузе та її коханий Баррі Левін, які гуляли по кампусу, звернули увагу на солдата: він тримав в руках гвинтівку М1, зі ствола якої стирчала квітка бузку. Між ними зав'язалася дружня розмова, що тривала допоки до солдата не підійшов один з офіцерів і не зробив зауваження щодо квітки:
|                                                                        | 'Офіцер' : У твого взводу учбові стрільби наступного тижня, так, Маєрсе? 'Маєрс' : Так, сер. 'Офіцер' : І ти підеш туди з цією дурною квіткою? 'Маєрс' : Ні, сер. 'Офіцер' : Тоді що вона робить в стволі твоєї гвинтівки? 'Маєрс' : Це подарунок, сер. 'Офіцер' : Ти завжди приймаєш подарунки, Маєрсе? 'Маєрс' : Ні, сер. 'Офіцер' : Тоді чому ти прийняв цей? 'Маєрс' : (немає відповіді) 'Офіцер' (простягаючи руку): Що ти з ним зробиш, Маєрсе? (Маєрс жмакає квітку) 'Офіцер' (вихоплює квітку): Отож, Маєрсе. Тепер виправся і почни поводитися, як справжній солдат. Забудь про всі ці мирні штучки. Коли офіцер вже приготувався викинути квітку, Еллісон Краузе вихопила її. Офіцер поглянув на неї презирливим поглядом і переможно подався геть. «Що сталося зі світом? - крикнула вона йому в спину. - Квіти краще, ніж кулі!» |
| — Charles A. Thomas «Blood of Isaac, Chapter Five:Flowers and Bullets» | |

Наступного дня дівчина загинула від смертельного поранення під час каральної акції з боку Національної гвардії США в університеті. Це сталося 4 травня 1970 року, в день розстрілу, який також називають бійнею, протестувальників у Кентському університеті.

## Альтернативні версії
Згідно з іншою версією, фраза «Квіти краще, ніж кулі» — останні слова Еллісон Краузе. Ця гіпотеза найімовірніше випливає з помилкової інтерпретації вірша «Квіти краще, ніж кулі» Євгена Євтушенка: 
|                   | Это было Чистейших надежд выражение, В миг, Когда, беззащитна, как совести тоненький пульс, Ты вложила цветок В держимордово дуло ружейное И сказала: «Цветы лучше пуль». Не дарите цветов государству, Где правда карается. Государства такого отдарок циничен, жесток. И отдарком была тебе, Аллисон Краузе, Пуля, Вытолкнувшая цветок. |
| — Євген Євтушенко | |

Однак у архіві Кентського університету є інформація, що спростовує цю версію:
|                                                                      | «Баррі, мене зачепили», - сказала вона слабким голосом. Вона зблідла, але він не бачив крові. «Ні, немає...» - сказав він, але вона повторила: «мене зачепили». У цей момент він побачив кров з-під її руки і закричав: «Швидку! Допоможіть!" |
| — Charles A. Thomas «Blood of Isaac, Chapter Six:The Blood of Isaac» | |

Після цього Еллісон втратила свідомість і незабаром померла.
Згідно із третьою, найбільш поширеною версією, квітка в стволі гвинтівки солдата Маєрса — подарунок від Еллісон Краузе. Отже, саме вона вклала квітку в ствола гвинтівки. Але коли Еллісон і Баррі підійшли до солдата, в його зброї вже знаходилася квітка бузку. При цьому після того, як офіцер викинув квітку, Еллісон підібрала її. Однак немає документального підтвердження, що вона вклала квітку назад.
Також вважається, що дівчина вклала квітку в ствола зброї, яка потім вистрілила в неї безпосередньо в день трагедії. Вона зробила це напередодні 3 травня 1970 року. Тоді ж один єдиний раз вимовила свою крилату фразу.

## Суспільне значення
Фраза «Квіти краще, ніж кулі» стала гаслом антивоєнних настроїв, що особливо посилилися після трагедії в Кенті. Сполученими Штатами прокотилася хвиля студентських заворушень, наймасовішим з яких став страйк у Вашингтоні 9 травня 1970 року. «Квіти краще, ніж кулі» — невід'ємний атрибут подій 4 травня 1970 року у Кентському університеті. Гасло «Квіти краще, ніж кулі» (англ. Flowers are better than bullets) висічене на надмогильному камені Еллісон Краузе.
Гасло «Квіти краще, ніж кулі» додало нового змісту у антивоєнну кампанію «Сила квітів», популярну в 1960—1970 роках, коли проходили студентські демонстрації проти війни у В'єтнамі. «Квіти краще, ніж кулі» відтоді почали асоціювати з «Силою квітів». Однак гасло створило відгалуження від «Сили квітів»: після масового висвітлення цієї фрази виникло пряме співставлення квітів і куль. Саме тому після протестів можна спостерігати, як співчуваючі вставляють квіти в отвори від куль.
Гасло актуальне і нині, використовується в протестах по всьому світу. Так, плакат з майже дослівною фразою Еллісон Краузе використовувався під час мирної демонстрації в М'янмі 21 вересня 2013 року та 13 серпня 2020 року в Мінську, під час протестів проти фальсифікацій на виборах президента.
Поняття «квіти» і «кулі» не ґрунтуються виключно на протиставленні. У Кордові було створено сайт «Квіти і кулі» (англ. Bullets&Flowers), спрямований на спільний пошук і створення сприятливих умов життя серед знедолених молодих людей і громад у всьомі світі.

## Відображення в культурі
18 травня 1970 радянський поет Євген Євтушенко опублікував в газеті «Правда» вірш «Квіти і кулі» («Квіти краще, ніж кулі») в пам'ять про Еллісон Краузе. У грудні 1970 року Євтушенко передав свій рукопис до відділу особливих колекцій і архівів бібліотеки Кентського університету.
У 6-й серії 10-го сезону мультсеріалу «Сімпсони» «D'oh-in in the Wind» головний герой Гомер Сімпсон вставляє квітку в ствола поліцейської гвинтівки і з нього ж отримує постріл в лоб. Також на початку фільму «Хранителі» є фрагмент, де дівчина вставляє квітку в ствіл гвинтівки солдата навпроти. Обидва приклади — посилання до руху «Сила квітів» і до однієї з версій, за якими Еллісон особисто вставила квітку в ствіл гвинтівки М1 зі словами «Квіти краще, ніж кулі».
Також назви деяких музичних композицій, таких як Jeff Powers «Flowers Are Better Than Bullets» (2018) і IMMNNC «flowers are better than bullets» (2017) співзвучні фразі «Квіти краще, ніж кулі». У першій пісні розповідається історія Еллісон Краузе і неодноразово звучить фраза «Квіти краще, ніж кулі». У другому творі, з точки зору виконавця така назва доречна, оскільки мелодія — «концентрація смутку і болю в музичному форматі».